# Esacus recurvirostris
El alcaraván indio de pico grueso o alcaraván picogrueso indio (Esacus recurvirostris) es una especie de ave en la familia Burhinidae

## Descripción
Es una zancuda de gran porte mide de 49 a 55 cm de alto, y posee un gran pico de 7 cm con la mandíbula inferior con un ángulo agudo lo que le da una apariencia invertido. Sus partes inferiores y pecho son gris marrón. Su cara posee un llamativo diseño en blanco y negro, su pico es negro con una base amarilla. Sus ojos son amarillo brillante y las patas son de un amarillo apagado.

## Distribución y hábitat
Es un reproductor residente del sur tropical en Asia desde la India, Pakistán, Sri Lanka hasta el sureste asiático.
La especie prefiere las márgenes de grava de ríos o grandes lagos, y playas.